# Crime Busters
Crime Busters foi um jogo de videogame produzido pela Bit Corporation de 1989.
No Brasil o cartucho do jogo era vendido junto com o Phantom System da Gradiente, sendo um jogo que usava a pistola.